# Mastomys awashensis
Mastomys awashensis — вид гризунів родини мишевих, що зустрічається лише в Ефіопії. Філогентично ця миша є сестринським таксоном до M. natalensis, виду, який зустрічається майже скрізь в Африці на південь від Сахари і вважається серйозним шкідником сільського господарства в усьому ареалі.

## Морфологічна характеристика
Дрібний гризун з довжиною голови і тіла від 116 до 127 мм, довжиною хвоста від 111 до 123 мм і вагою до 68 грамів. Спинні частини чорнуваті з коричнево-сірими боками, а черевні частини сіруваті. Лінія поділу по боках чітка. Голова чорнувата з жовто-коричневими щоками. Задня частина ніг біла, зі світлими кігтиками. Хвіст приблизно такий же завдовжки, як голова й тулуб, і вкритий лускою.

## Поведінка
Це деревний і нічний вид.